# Sigurd Magnusson
Sigurd Magnusson (ca. 1180-1194) was een troonpretendent en tegenkoning (1193-1194) in Noorwegen. Hij beweerde een zoon van koning Magnus V van Noorwegen te zijn.
Hij was een van de tegenkoningen tijdens de periode van burgeroorlogen in de Noorse geschiedenis, die duurde van 1130 tot 1217. Tijdens deze periode waren er talloze elkaar overlappende conflicten op variërende schaal en intensiteit. De achtergrond van deze conflicten was de onduidelijke Noorse wet die de troonopvolging regelde, de sociale omstandigheden in die tijd en de strijd tussen kerk en koning. Er waren twee hoofdstromingen die (eerst nog naamloos of onder andere namen bekendstonden) als de Baglipartij (de groepering die voornamelijk het bisdom Oslo en de adel rond het Oslofjord vertegenwoordigde) en de Birkebeinerpartij (de groepering die voornamelijk de boerenstand en landmannen vertegenwoordigde) bekend zouden worden. Hun voorman was meestal een troonpretendent van de partij in kwestie om zo op deze wijze te proberen de macht in Noorwegen te verkrijgen. Sigurd Magnusson verkreeg de steun van de Baglipartij. De Birkebeiners zou uiteindelijk in 1217 de machtsstrijd winnen toen hun kandidaat Haakon IV alleenheerser werd in Noorwegen.
Nadat Jon Kuvlung in 1188 door koning Sverre van Noorwegen verslagen was in Bergen, hadden er wel diverse opstandjes plaatsgevonden in Noorwegen, maar deze kwamen nooit verder dan wat schermutselingen die gepaard gingen met berovingen en die allen op lokaal niveau onderdrukt konden worden door de lokale machten. In 1193 kwam er een serieuze bedreiging voor Sverres heerschappij over de zogenoemde Øyskjeggs ("Baardeilanders"). De troonskandidaat van deze groepering was Sigurd Magnusson, een knaap die beweerde een zoon van koning Magnus V te zijn. De echte leider was echter een zwager van Magnus (V), Hjallkjell Jonsson. Na dat Hallkjell had samengespannen met de jarl van de Orkneyeilanden, Harald Maddadsson, bracht hij zo veel mogelijk mannen van de Orkneyeilanden en de Shetlandeilanden bij elkaar (vandaar de naam Øyskjeggs, bijna alle mannen hadden daar een baard).
Na zich eerst in Viken (het gebied rond de Oslofjord) gevestigd te hebben verkreeg Hjallkjell steun van de Bagligroeperingen en werd Sigurd Magnusson in 1193 op het Hauga-ding tot koning uitgeroepen. De Øyskjeggs zeilden afwaarts naar Bergen en wisten deze stad en het omliggende gebied te veroveren op Sverre. Een krijgsmacht van de Birkebeiners hield echter stand in kasteel Sverreborgs. In de lente van 1194 toog Sverre met een omvangrijke vloot vanaf Nidaros zuidwaarts naar Gravdal om een confrontatie met de Øyskjeggs tot stand te brengen. De twee vloten troffen elkaar op palmzondag 3 april in wat de slag op de Florvågøya bij Askøy zou worden. Hier bleek de gevechtservaring van de Birkebeinse veteranen doorslaggevend. Hjallkjell Maddadsson verloor het leven, evenals het grootste gedeelte van zijn manschappen. Ongeveer 2500 mannen zouden in deze bloedige slag het leven laten.
Sigurd Magnussons lijk werd aan de bevolking getoond, niet alleen om op deze wijze Sverres macht te bewijzen maar meer nog om te voorkomen dat in de toekomst niemand zich voor de gedode prins zou uitgeven. Sigurd Magnusson werd begraven op het kerkhof van de Mariakerk in Bergen.
Inge Magnusson zou de volgende Baglitegenkoning van Sverre worden.